# Joseph Garang
Pour les articles homonymes, voir Garang.
Joseph Garang (né en 1926 - mort le 28 juillet 1971) est un homme politique soudanais des années 1960. Membre du Parti communiste soudanais, il est ministre des affaires du Sud au gouvernement du pays.
En juillet 1971, Joseph Garang est exécuté après avoir été accusé de participer à un coup d'État contre le président Gaafar Nimeiry.